# Kirow (obwód kałuski)
Kirow (ros. Киров, do 1936 Piesocznia, ros. Песочня) – miasto w środkowej Rosji, w obwodzie kałuskim nad rzeką Bołwą. Około 31 tys. mieszkańców (2015).
Miejscowość została założona w 1725 roku. Prawa miejskie oraz obecną nazwę upamiętniającą Siergieja Kirowa miejscowość otrzymała w 1936 roku.